# Comuna Mălini, Suceava
Mălini este o comună în județul Suceava, Moldova, România, formată din satele Iesle, Mălini (reședința), Pâraie, Poiana Mărului și Văleni-Stânișoara. Este comuna natală a poetului Nicolae Labiș.
Până la reforma administrativă din 1950 a făcut parte din județul Baia.

## Situare
Comuna Mălini este situată în partea de sud-est a județului Suceava, pe cursul inferior al râului Suha Mare, având în apropiere Munții Stânișoarei, cu o înălțime maximă de 1530 m în vârful Bivolu. Mălinii se află la 20 km de Fălticeni și 12 km de Baia, prima capitală a Moldovei. Numele satului vine de la o pădure de mălini, arbori care s-au păstrat și astăzi.

## Istoric
Prima atestare documentară: într-un hrisov de la Ștefan cel Mare din 15 septembrie 1498 este menționat satul Mălini. Din aceeași sursă aflăm că la 21 martie 1551, Iliaș al II-lea Rareș întărește Mănăstirii Voroneț întreg satul Mălini. Zece ani mai târziu, Alexandru Lăpușneanu donează Mănăstirii Slatina satul Mălini, împreună cu satele Drăceni și Găinești rămânând sub administrarea mitropolitului Grigorie până la 1864, când are loc secularizarea averilor mănăstiresti. În 1821, locuitorii de aici sunt martorii trecerii trupelor eteriste si turcești spre și dinspre Mănăstirea Slatina.
Prin legea din 1864, Mălinii împreună cu satele văii: Suha Mare, Suha Mică și Săscuța formează o singură comună. În perioada interbelică, Mălinii au fost reședința unei plăși a județului Baia. În august 1944 a căzut în lupta cu trupele germane primul ofițer român după momentul insurecției armate, căpitanul Vasile Teodoreanu cunoscut sub numele de „eroul de la Mălini”. În 1963 a avut loc inaugurarea casei memoriale „Nicolae Labiș”, casă în care a trăit poetul; anual în cadrul concursul de poezie „Nicolae Labiș” de la Suceava sunt decernate premiiile câștigătorilor.

## Clima
Mălinii se află într-o zonă muntoasă a cărei climă se caracterizează prin ierni lungi și reci, primăveri ploioase, iar verile sunt uneori calde și uscate, uneori răcoroase, specifice fiind secetele scurte si dese. Cantitatea medie de precipitații este în jurul valorii de 780–800 mm/an. Vara ploile torențiale însoțite de grindină provoacă pagube mari culturilor.

## Demografie
Componența etnică a comunei Mălini
     Români (92,47%)
     Alte etnii (0%)
     Necunoscută (7,53%)
Componența confesională a comunei Mălini
     Ortodocși (91,45%)
     Alte religii (0,7%)
     Necunoscută (7,85%)
Conform recensământului efectuat în 2021, populația comunei Mălini se ridică la 6.689 de locuitori, în creștere față de recensământul anterior din 2011, când fuseseră înregistrați 6.306 locuitori. Majoritatea locuitorilor sunt români (92,47%), iar pentru 7,53% nu se cunoaște apartenența etnică. Din punct de vedere confesional, majoritatea locuitorilor sunt ortodocși (91,45%), iar pentru 7,85% nu se cunoaște apartenența confesională.

## Politică și administrație
Comuna Mălini este administrată de un primar și un consiliu local compus din 15 consilieri. Primarul, Petru Nistor[*], de la Partidul Social Democrat, este în funcție din 2004. Începând cu alegerile locale din 2024, consiliul local are următoarea componență pe partide politice:
|  | Partid                          | Consilieri | Componența Consiliului | Componența Consiliului | Componența Consiliului | Componența Consiliului | Componența Consiliului | Componența Consiliului | Componența Consiliului | Componența Consiliului | Componența Consiliului | Componența Consiliului | Componența Consiliului |
|  | ------------------------------- | ---------- | ---------------------- | ---------------------- | ---------------------- | ---------------------- | ---------------------- | ---------------------- | ---------------------- | ---------------------- | ---------------------- | ---------------------- | ---------------------- |
|  | Partidul Social Democrat        | 11         |                        |                        |                        |                        |                        |                        |                        |                        |                        |                        |                        |
|  | Partidul Național Liberal       | 3          |                        |                        |                        |                        |                        |                        |                        |                        |                        |                        |                        |
|  | Alianța pentru Unirea Românilor | 1          |                        |                        |                        |                        |                        |                        |                        |                        |                        |                        |                        |

## Obiective turistice
- Casa memorială Nicolae Labiș de la Mălini

- Crucea Talienilor

- Drumul Talienilor

- Monumentul Eroilor